# Atypophthalmus quinquevittatus
Atypophthalmus quinquevittatus là một loài ruồi trong họ Limoniidae. Chúng phân bố ở miền Cổ bắc.